# 12А6 (ТРЛК)
12А6 «Сопка-2» — трассовый радиолокационный комплекс (ТРЛК) предназначен для использования в качестве источника радиолокационной информации для систем УВД и контроля воздушного пространства.
ТРЛК «Сопка-2» обеспечивает:
- обнаружение воздушных судов, измерение дальности, азимута и высоты целей;
- получения через канал МОВРЛ/ОСЧ дополнительных данных, передаваемых бортовыми ответчиками, объединения РЛИ, получаемой от ПОРЛ, ВОРЛ и РЛС ОСЧ, а также выдачи обработанной информации пользователям с использованием согласованных протоколов на средства отображения[2].

## Тактико-технические характеристики
- Диапазон частот — S[2]
- Пределы работы[3]:
  - По дальности, км (ПРЛ/МВРЛ) — 350/450
  - По азимуту, град — 360
  - По высоте, км — 35
- Темп обновления информации, с — 10
- Средняя наработка между отказами равна 20 000 часов[2]

## Развёртывание и боевое применение
Количество произведённых комплексов по годам:
| 2011 | 2012 | 2013 | 2014 | 2015 | 2016 | 2017 | 2018 | 2019 |
| ---- | ---- | ---- | ---- | ---- | ---- | ---- | ---- | ---- |
| н/д  | 5    | 10   | 16   | н/д  | н/д  | н/д  | н/д  | н/д  |

### В России
| № | Полк | Дивизия | Армия | Округ       | Дата | Местоположение                             | Примечание   |
| - | ---- | ------- | ----- | ----------- | ---- | ------------------------------------------ | ------------ |
| 1 |      |         | 45    | ОСК "Север" | 2014 | Якутия, о. Котельный                       | [ 5 ]        |
| 2 |      |         |       | ВВО         | 2016 | Чукотский А. О., о. Врангеля               | [ 6 ] [ 7 ]  |
| 3 |      |         | 45    | ОСК "Север" | 2016 | Архангельская область, о. Земля Александры | [ 8 ]        |
| 4 | 344  | 93      | 11    | ВВО         | 2017 | Приморский край                            | [ 9 ]        |
| 5 | 9    | 5       | 1     | ЗВО         | 2017 | Московская область                         | [ 10 ]       |
| 6 | 342  | 26      | 11    | ВВО         | 2018 | Забайкальский край                         | [ 1 ]        |
| 7 |      |         | 45    | ОСК "Север" | 2018 |                                            | 6 комплектов |

Так же, кроме Вооружённых сил, комплекс поставляется для ФГУП «Госкорпорация по ОрВД», для оснащения аэродромов.

### В Беларуси
- Заключён контракт на форуме Армия 2018 о поставке комплекса в Белоруссию[13][14].